# Postriba
Postriba (em albanês: Postribë/Postriba) é uma comuna (em albanês:  komuna) da Albânia localizada no distrito de Escodra, prefeitura de Escodra.